# Насиминский район
Насиминский район (азерб. Nəsimi rayonu) —     административный район города Баку. 

## Общие сведения
Район назван в честь поэта Насими.
Район граничит на северо-востоке с Наримановским районом, на юге с Сабаильским районом, на юго-востоке с Хатаинским районом, на западе с Ясамальским районом и на севере с Бинагадинским районом.
Сформирован 13 июня 1969 года за счет части территорий, охватывающих Наримановский район, а также районы 26 бакинских комиссаров и Октябрьский (ныне Сабаильский и Ясамальский районы). Площадь района составляет 10 км².
В советское время на территории района был расположен армянский квартал - Арменикенд.
В начале 1960-х годов на районе появился известный и любимый жителями столицы Насиминский базар. Снесен в 2020. 
С 1969 года в районе действует более 100 промышленных, строительных и транспортных учреждений. 
В районе действуют 8 высших учебных заведений, десятки средне образовательных учебных заведений и детских садов. 
Важные учреждения здравоохранения, научно-исследовательских институтов, клинических больниц, роддомов и поликлиник города Баку также находятся в этом районе.
На территории района были построены важные для Азербайджана социально-культурные объекты. Одним из них является Дворец имени Гейдара Алиева.
С 1993 года функционирует Центр Русской культуры.
30 октября 2024 года на пересечении улиц Зарифы Алиевой, Рихарда Зорге и проспекта Нефтяников открыт парк.

## Религиозные общины
Список религиозных общин на территории Насиминского района, зарегистрированных Государственным Комитетом Азербайджанской Республики по Работе с Религиозными Образованиями:
- Религиозная община мечети «Мешади Дадаш»

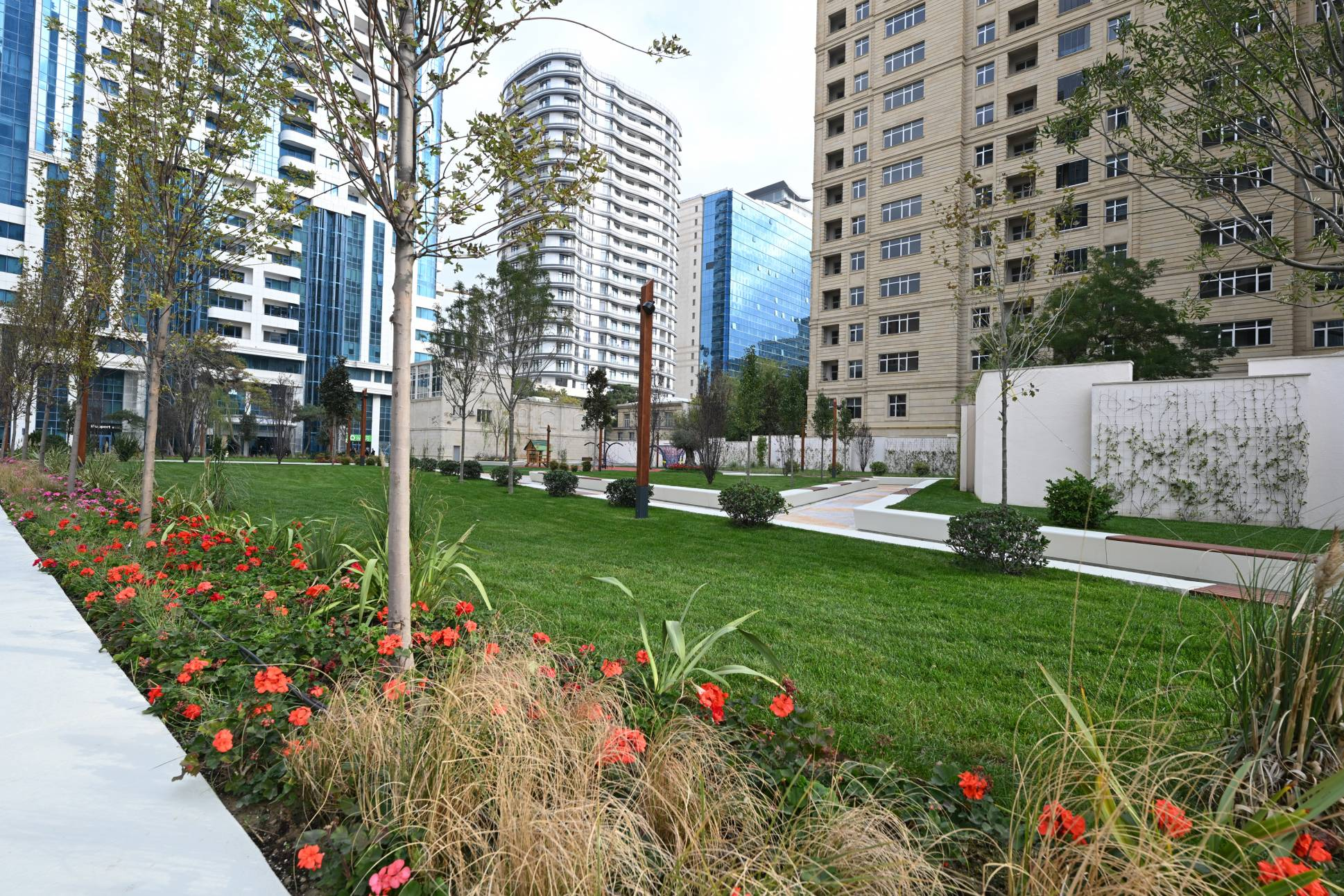
Насиминский район Октябрь 2024

- Религиозная община мечети «Хаджи Аждарбек»

## Главы
Первые секретари районного комитета партии:
- Муслим Мамедов (1969—1975)
- Лидия Расулова (1975—1981)
- Афияддин Джалилов (1981—1989)
- Низами Чингиз оглы Рзаев

С 1991:
- Низами Чингиз оглы Рзаев (? — 11 июня 1992)[9]
- Фаиг Али-Юсиф оглы Хасполадов (11 июня 1992 — 3 сентября 1992)[9][10]
- Али Ахмед оглы Гулиев (3 сентября 1992 — 12 июля 1993)[10][11]
- Таир Гулиев (10 ноября 1993 —  26 декабря 2005)[12][13]
- Насиб Магамалиев (3 марта 2006 — 2 сентября 2015)[14][15]
- Асиф Аскеров (2 сентября 2015 — 23 сентября 2024)[16][17]